# Euoplos
Euoplos is een geslacht van spinnen uit de  familie van de Idiopidae (Valdeurspinnen).

## Soorten
- Euoplos bairnsdale (Main, 1995)
- Euoplos ballidu (Main, 2000)
- Euoplos booloumba Wilson & Rix, 2021
- Euoplos cornishi Rix, Wilson & Harvey, 2019
- Euoplos crenatus Wilson, Rix & Raven, 2019
- Euoplos dignitas Rix & Wilson, 2023
- Euoplos eungellaensis Wilson, Harvey & Rix, 2022
- Euoplos festivus (Rainbow & Pulleine, 1918)
- Euoplos goomboorian Wilson, Rix & Raven, 2019
- Euoplos grandis Wilson & Rix, 2019
- Euoplos hoggi (Simon, 1908)
- Euoplos inornatus (Rainbow & Pulleine, 1918)
- Euoplos jayneae Wilson & Rix, 2021
- Euoplos kalbarri Rix, Wilson & Harvey, 2019
- Euoplos mcmillani (Main, 2000)
- Euoplos ornatus (Rainbow & Pulleine, 1918)
- Euoplos raveni Wilson & Rix, 2021
- Euoplos regalis Wilson & Rix, 2021
- Euoplos saplan Rix, Wilson & Harvey, 2019
- Euoplos schmidti Wilson & Rix, 2021
- Euoplos similaris (Rainbow & Pulleine, 1918)
- Euoplos spinnipes Rainbow, 1914
- Euoplos thynnearum Wilson, Rix & Raven, 2019
- Euoplos turrificus Wilson, Rix & Raven, 2019
- Euoplos variabilis (Rainbow & Pulleine, 1918)